# Campeonato Europeo de Judo de 1970
El XVIII Campeonato Europeo de Judo se celebró en Berlín Oriental (RDA) entre el 22 y el 23 de mayo de 1970 bajo la organización de la Unión Europea de Judo (EJU) y la Federación de Judo de la RDA.

## Medallistas

### Masculino
| Evento            | Oro                          | Plata                          | Bronce                                             |
| ----------------- | ---------------------------- | ------------------------------ | -------------------------------------------------- |
| –63 kg            | Jean-Jacques Mounier Francia | Serguei Suslin URSS            | Dieter Scholz RDA Karl-Heinz Werner RDA            |
| –70 kg            | Rudolf Hendel RDA            | Dietmar Hötger RDA             | Engelbert Dörbandt RFA Edward Mullen Reino Unido   |
| –80 kg            | Brian Jacks Reino Unido      | Martin Poglajen · Países Bajos | Horst Leupold RDA Otto Smirat RDA                  |
| –93 kg            | Vladimir Pokatayev URSS      | Uwe Stock RDA                  | Pierre Albertini Francia Yevgueni Solodujin URSS   |
| +93 kg            | Klaus Glahn RFA              | Willem Ruska · Países Bajos    | Dirk Eveleens · Países Bajos · Heinz Schulze · RDA |
| Categoría abierta | Klaus Hennig RDA             | Willem Ruska · Países Bajos    | Jean-Claude Brondani Francia Serguei Novikov URSS  |

## Medallero
| Núm. | País         | Oro | Plata | Bronce | Total |
| ---- | ------------ | --- | ----- | ------ | ----- |
| 1    | RDA          | 2   | 2     | 5      | 9     |
| 2    | URSS         | 1   | 1     | 2      | 4     |
| 3    | Francia      | 1   | 0     | 2      | 3     |
| 4    | RFA          | 1   | 0     | 1      | 2     |
| 4    | Reino Unido  | 1   | 0     | 1      | 2     |
| 6    | Países Bajos | 0   | 3     | 1      | 4     |
|      | TOTAL        | 6   | 6     | 12     | 24    |